# Vahlhausen (Horn-Bad Meinberg)
Vahlhausen ist ein Ortsteil der Stadt Horn-Bad Meinberg im Kreis Lippe, Nordrhein-Westfalen.

## Geschichte
Am 1. April 1921 wurde die Gemeinde Bellenberg-Vahlhausen aufgelöst und auf die neuen Gemeinden Vahlhausen bei Horn und Bellenberg aufgeteilt. Beide gehörten dem Amt Horn an. Am 1. Januar 1970 wurde Vahlhausen nach dem Detmold-Gesetz in die neue Gemeinde Bad Meinberg-Horn eingegliedert. Diese wurde bereits am 10. September 1970 in Horn-Bad Meinberg umbenannt.